# Теркеш, Желимир
Желимир Теркеш (хорв. Želimir Terkeš; 8 января 1981, Чаплина, Босния и Герцеговина) — боснийский футболист, нападающий клуба «Задар».
С начала 2004 года по 2011 год выступал за «Задар», за который всего сыграл 155 матчей и забил 58 голов. В сезоне 2007/08 стал лучшим бомбардиром чемпионата Хорватии, забив 21 гол в 29 матчах. В марте 2011 года подписал контракт с китайским клубом «Чунцин Лифань», последний матч за «Задар» провел против команды «Локомотива», клуб выиграл 1:0, а игрок забил победный мяч.
Весной 2008 года провёл 1 матч за национальную сборную Боснии и Герцеговины.

## Достижение
- Лучший бомбардир чемпионата Хорватии (1): 2007/08